# ليمان وارد
ليمان وارد هو ممثل كندي، ولد في 21 يونيو 1941 في كندا.

## أعمال

### أفلام
- (1986) إجازة فيريس بيولر[2]
- (1996) يوم الاستقلال[3][4]

### مسلسلات
- جاغ

## وصلات خارجية
- ليمان وارد على موقع IMDb (الإنجليزية)
- ليمان وارد على موقع ألو سيني (الفرنسية)
- ليمان وارد على موقع أول موفي (الإنجليزية)
- ليمان وارد على موقع قاعدة بيانات الأفلام السويدية (السويدية)
- ليمان وارد على موقع قاعدة بيانات الفيلم (الإنجليزية)
- ليمان وارد على موقع كينوبويسك (الروسية)